# Semnosoma intricatum
Semnosoma intricatum är en mångfotingart som beskrevs av Filippo Silvestri 1903. Semnosoma intricatum ingår i släktet Semnosoma och familjen Dalodesmidae. Inga underarter finns listade i Catalogue of Life.